# Joseph Casavant
Pour les articles homonymes, voir Casavant.
Joseph Casavant, né le 23 janvier 1807, décédé le 9 mars 1874 à l'âge de 67 ans, est un facteur d'orgues de Saint-Hyacinthe, Bas-Canada. Il est le père de Samuel et Joseph-Claver Casavant, les deux frères qui ont fondé la maison Casavant Frères en 1879. 

## Biographie
Joseph Casavant naît le 23 janvier 1807 à Saint-Hyacinthe. Ses parents sont Dominique Casavant et Marie Desanges Coderre. À 16 ans, il est apprenti chez le forgeron Thomas Marchesseau et, à 27 ans, il possède sa propre boutique dans sa ville natale. En 1834, il délaisse le métier de forgeron et se rend à Sainte-Thérèse pour y suivre des cours de musique au collège, entre autres. Ce serait le curé Charles-Joseph Ducharme qui aurait poussé Joseph Casavant à s'initier à la facture d'orgue. Casavant construit de manière partiel son premier orgue en 1837. Il s'agissait d'un instrument qui avait été commencé, mais qui n'avais jamais achevé, jusqu'à ce que Casavant s'en charge. En 1840, il construit son premier orgue complet et l'installe à l'église Saint-Martin à Laval.  Il aurait construit 17 orgues en 26 ans de carrière. De toutes les créations de Casavant, il ne subsiste aujourd'hui que quelques tuyaux de l'instrument de l'église de Mont-Saint-Hilaire. Ce dernier avait été refait par ses fils, Samuel et Joseph-Clavier, en 1882 et en 1928. En 1866, Casavant quitte son entreprise et Eusèbe Brodeur, qui y travaille depuis 1860, en prend la relève. Joseph Casavant meurt le 9 mars 1874 à Saint-Hyacinthe. Il cède tous ses biens en part égal à ses deux fils alors âgé de 19 et 15 ans.

## Hommages
L'avenue Joseph-Casavant a été nommée en son honneur dans l'ancienne ville de Beauport, en 2000. La rue est toujours présente dans la ville de Québec.